# Soulaire-et-Bourg
Soulaire-et-Bourg – miejscowość i gmina we Francji, w regionie Kraj Loary, w departamencie Maine i Loara.
Według danych na rok 2010 gminę zamieszkiwało 1 408 osób, a gęstość zaludnienia wynosiła 78 osób/km².